# Gregorio San Miguel
San Miguel  Angulo est un nom espagnol. Le premier nom de famille, en général paternel, est San Miguel ; le second, en général maternel, souvent omis, est Angulo.
Gregorio San Miguel Angulo, né le 2 décembre 1940 à Balmaseda, est un coureur cycliste espagnol, professionnel de 1966 à 1971.
La performance qu'il réalise au Tour de France 1968 l'a fait connaître au « grand public ». Porteur du maillot jaune durant une étape, dans les Alpes, il termine la course à la quatrième place.  

## Palmarès
- 1964
  - Tour de Cantabrie
  - 2e du championnat d'Espagne sur route amateurs
- 1965
  - Trofeo Jaumendreu
  - Gran Premio San Juan y San Pedro
  - 3e de la Semaine catalane
- 1966
  - Tour d'Espagne :
    - Grand Prix de la montagne
    - 14e étape

  - 2e de la Subida a La Reineta
  - 3e du Circuit de Getxo
  - 3e du championnat d'Espagne des grimpeurs
  - 3e de la Subida a Urkiola
  - 3e de la Subida al Naranco
  - 7e du Critérium du Dauphiné libéré
- 1967
  - Subida a La Reineta
  - 3e étape du Tour de Catalogne
  - 7e du Tour d'Espagne
- 1968
  -  Champion d'Espagne des grimpeurs
  - Bordeaux-Saintes
  - 4e étape du Tour de Suisse
  - Prueba Villafranca de Ordizia
  - 4e du Tour de France
- 1969
  - Grand Prix de Navarre
  - 17e étape du Tour d'Espagne
  - 3e du Trophée Luis Puig
  - 8e du Tour d'Espagne

## Résultats sur les grands tours

### Tour de France
3 participations
- 1966 : 37e
- 1968 : 4e, vainqueur du classement par équipes avec l'équipe d'Espagne,  maillot jaune pendant une journée
- 1969 : abandon (10e étape)

### Tour d'Espagne
6 participations
- 1965 : 41e
- 1966 : 13e, vainqueur du Grand Prix de la montagne et de la 14e étape
- 1967 : 7e
- 1968 : 36e
- 1969 : 8e, vainqueur de la 17e étape
- 1971 : non-partant (13e étape)

### Tour d'Italie
1 participation 
- 1967 : abandon